# 2時いろトーク
『2時いろトーク』（にじいろトーク）は1990年5月7日から1993年9月24日まで、鹿児島テレビ（KTS）で毎週月曜 - 金曜に生放送されていた鹿児島県向けのローカルトーク番組・情報番組である。

## 司会者
- タマリ[3]
- 溝口典子（当時鹿児島テレビアナウンサー）
- 中村朋美（同上）[3]

## 番組概要
- 内容は鹿児島県に縁のあるゲストを招いてのトークが主体だった。その他、地元量販店のお買い得情報、県内の各市区町村や企業が催すイベント等の告知板、放送日当夜の番組案内、テレビショッピング・ニュース・天気予報などが盛り込まれ、地元視聴者に有益な生活情報を提供していた。
- 当番組開始以前、平日午前中に単独番組『KTS告知板』として放送されていた『県内の各市区町村や企業が催すイベント等の告知板』のコーナーは、当番組終了後の1993年10月1日より再び単独番組へと復帰した[要出典]。
- 祭日や振替休日の午後に特番のフジテレビ系スポーツ中継が行われる場合、当番組は放送を休止したケースが多い。

- また、明仁天皇即位の礼（1990年11月12日）当日はフジテレビ系による同式典中継のため、その他午後の帯番組ともども放送を休止していた。

## 放送時間
1990年5月7日 - 1993年8月27日
14:05 - 14:40（35分）
1993年8月30日 - 1993年9月24日
14:05 - 14:45（40分）

## 備考
- かつてKTSでも放送されていた『金曜おもしろバラエティ』（フジテレビ）の名物シリーズ『さんま・一機のその地方でしか見られない面白そうな番組を全国のみんなで楽しく見ちゃおうとする番組』で、本番組でのエピソードがKTS代表として取り上げられ、若かりし頃の溝口の姿が全国に紹介されたことがある。紹介された理由はニュースコーナーで取り上げた話題が『郵便局強盗が防犯ベルに驚き、何も盗らずに逃げた』という、あまりにも間抜けな内容だったためである（キー局1990年5月18日放送分）。[要出典]
- なお、当時のKTSは日本テレビ系とフジテレビ系のクロスネット局で、金曜日のプライムタイムは日本テレビ系同時ネット枠が組まれていた[7]ことから、フジテレビ系の『金曜おもしろバラエティ』はKTSではタイトルを変えて時差ネットで放送された（KTSでは『さんま・一機シリーズ』も含めて『金曜おもしろバラエティ』内の各番組は主に土曜・日曜・祭日午後のローカルセールス枠内で放送されていた。前述の当番組が紹介された『さんま・一機シリーズ』のKTSでの時差ネット放送日は不明）。
- 1992年9月28日、同日放送のKTSが主要株主でもある『エフエム鹿児島』（この3日後、1992年10月1日開局）の詳細を解説する自社制作版スペシャル番組『ミューFMのすべて』（21:00 - 21:30）の事前案内が当番組内で行われた。